# چندهار
چندهار (به ترکی آذربایجانی: Çandahar) یک منطقهٔ مسکونی در جمهوری آذربایجان است که در شهرستان اسماعیللی واقع شده است. چندهار ۱۵۵ نفر جمعیت دارد.